# رضى لاه دوليازال
رضى لاه دوليازال (ولد في 3 سبتمبر 1985) هو لاعب كرة قدم دولي مغربي يلعب كوسط ميدان لصالح نادي الوداد الرياضي في البطولة الوطنية المغربية.